# Litevská fotbalová soutěž 1922
První ročník Lietuvos futbolo varžybos (Litevská fotbalová soutěž) se hrálo za účastí šesti klubů.
Šest klubů byli v jedné skupině a hrálo se systémem každý s každým. Titul získal klub LFLS Kaunas a stal se tak prvním mistrem v soutěži.